# Comuna Hlibkî, Krasîliv
Hlibkî (în ucraineană Глібки) este o comună în raionul Krasîliv, regiunea Hmelnîțkîi, Ucraina, formată din satele Hlibkî (reședința), Hovorî și Trudove.

## Demografie
Componența lingvistică a comunei Hlibkî
     Ucraineană (98,42%)
     Rusă (1,58%)
Conform recensământului din 2001, majoritatea populației comunei Hlibkî era vorbitoare de ucraineană (98,42%), existând în minoritate și vorbitori de rusă (1,58%).